# Ernani Pereira
Ernani Pereira (Belo Horizonte, 22 januari 1978) is een Azerbeidzjaans voormalig voetballer die geboren is in Brazilië. In het seizoen 2010/11 speelde Pereira bij de Turkse tweedeklasser Mersin Idman Yurdu.

## Carrière
Hij begon zijn carrière bij de Braziliaanse club Vila Nova. Hij speelde daar tot 1999 en werd meteen verkocht aan de topclub van Brazilië, namelijk Cruzeiro EC. In 2001 maakte hij een overstap naar Guarani Futebol Clube; daar speelde Pereira tot 2003. In 2003 ging hij naar Turkije om te spelen voor Konyaspor. Van 2005 tot 2010 speelde hij voor de Azerbeidzjaanse club FK Karvan Yevlax. In 2007 werd hij ook verhuurd aan Orduspor. Na FK Karvan koos hij voor Mersin Idman Yurdu. Van 2006 tot 2009 is hij ook Azerbeidzjaans international.